# السير على النار

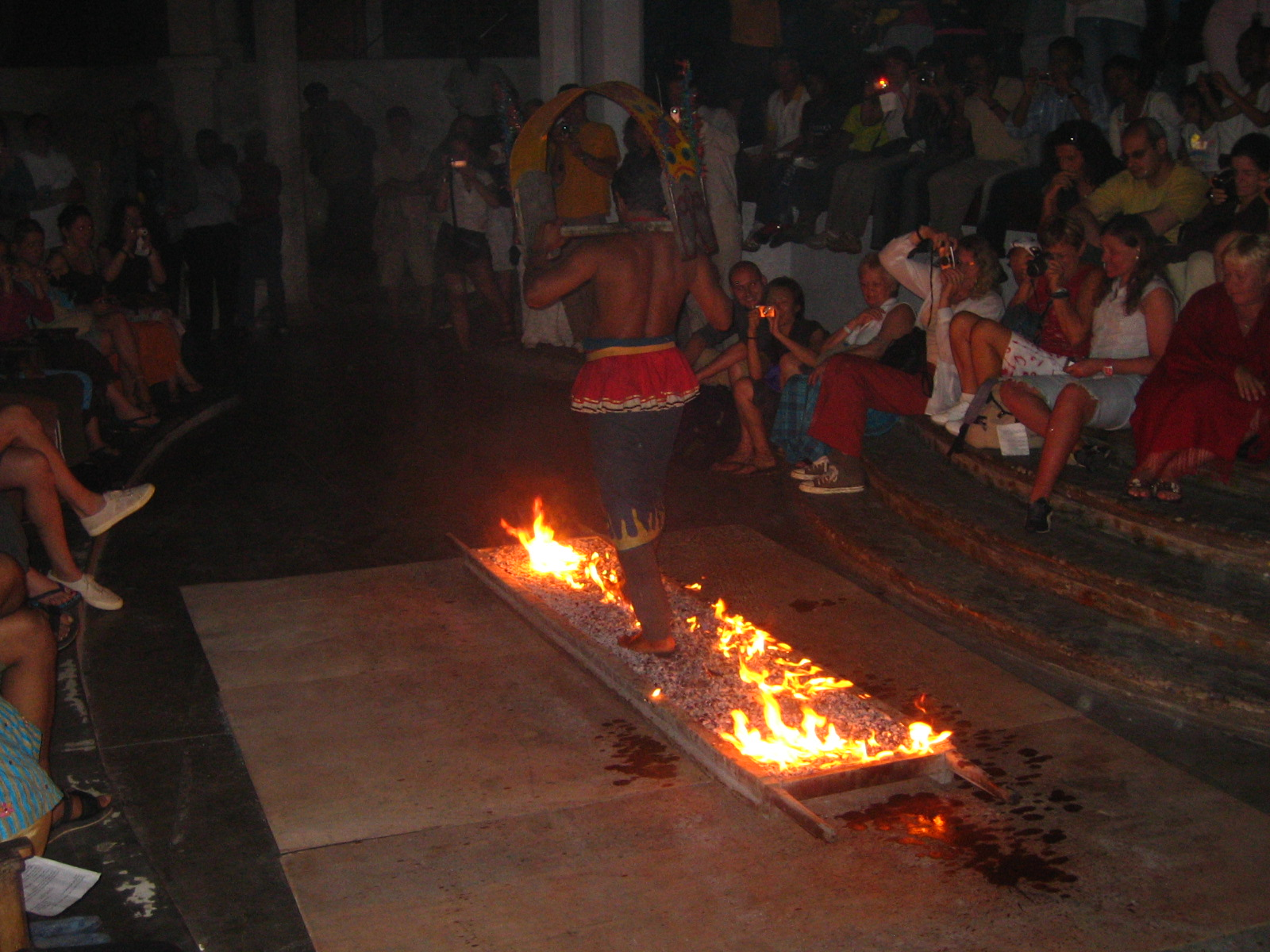
السَّير على النار، في جزيرة سيلان.

السَّير على النار هو السير حافيًا على نار أو جمر، وهو في المقام الأول، تقليد دينيّ، ولا يزال مألوفا حتى اليوم في أنحاء كثيرة من العالم، وبخاصة في الهند والصين.

## المصدر
- السَّير على النار - موسوعة المورد، منير البعلبكي، 1991